# Hector Talvart
Hector Talvart, né le 12 septembre 1880 à Dompierre-sur-Mer (Charente-Inférieure) et mort le 22 octobre 1959 à La Rochelle (Charente-Maritime), est un écrivain français, essayiste et critique.

## Biographie
Victor Hector Auguste Talvart est né le 12 septembre 1880 à Dompierre-sur-Mer. Il est le fils de Victor Talvart qui exerce la profession de receveur-buraliste, et de Marguerite Michaud, âgée de 34 ans. Le 17 décembre 1923, il épouse Noémie Marie Louise Tessier à La Rochelle.

### Bibliophilie
C'est l'un des personnages majeurs de la vie littéraire et culturelle de la Charente-Maritime dans l'entre-deux-guerres.
Il anime seul La Fiche bibliographique française entre 1921 et 1931: il y répertorie ainsi les ouvrages, les opuscules ou les articles des écrivains français du XIXe siècle. Cela lui permit d'entrer en contact avec Joseph Place qui mène alors un projet identique. À quatre mains, H. Talvart et J. Place se lancent en 1928 dans la réalisation d'un outil de référence de la bibliophilie, la Bibliographie des auteurs modernes de langue française. H. Talvart obtient à ce titre en 1934 un prix de la part de l'Académie française. L'entreprise, inachevée à la disparition de ses fondateurs, se poursuit jusqu'en 1976.

### Essayiste et critique
Défenseur des Belles-Lettres, il est un membre important de l'Académie des Belles-Lettres, Sciences et Arts de La Rochelle dont il préside les réunions à partir de 1926.
H. Talvart signe au cours de sa carrière de nombreux ouvrages et articles. Reprenant une conférence faite à la section locale d'Action française, son Veuillot, Maurras et les éternels libéraux inaugure le catalogue de l'éditeur régionaliste et politique Rupella. Il consacre un « agréable petit livre » à Clemenceau et la Vendée, ainsi salué par ses contemporains : « il a su mettre tous les trésors de son généreux cœur, de sa grande âme, et de son remarquable talent de penseur et d'écrivain » dans ce travail.
C'est un collaborateur régulier de nombreux journaux. Dans la capitale de l'Aunis, il prête sa plume à deux journaux représentatifs de la droite et de l'extrême-droite rochelaises d'alors, La Gazette d'Aunis, de tonalité conservatrice,  et à La Restauration nationale, plus explicitement d'Action française. Il y consacre des éditoriaux et des tribunes à des sujets variés: littérature contemporaine, peinture et actualité politique. C'est un collaborateur des Cahiers Léon Bloy où il côtoie le premier Jacques Maritain. À partir de 1932, il est responsable de la rubrique de « La semaine bibliographique » dans l'hebdomadaire culturel Les Nouvelles littéraires ; il intégrera l'année suivante la Société des Gens de Lettres. En 1938, il publie dans Les Nouvelles littéraires une « Géographie littéraire de la France » mettant en évidence la richesse de la littérature provinciale et régionaliste de l'entre-deux-guerres.
Catholique encore soumis à l'autorité ecclésiastique, il rend hommage à l'évêque de La Rochelle, Eugène Curien en 1925, lors de la première réunion à Saintes de la branche locale de la Fédération nationale catholique. Il participe pleinement aux débats du second Ralliement des années 1920 en défendant la ligne de l'Action française. Jugé s'inscrivant dans « le mouvement du personnalisme développé par Emmanuel Mounier », Hector Talvart apparaît, aux yeux de certains, comme un « chrétien progressiste ». Se présentant comme un humaniste, il participe à l'enquête menée par Paul Arbousse-Bastide et s'y signale par ses vues. Ses ouvrages réflexifs sont salués comme des travaux faisant preuve d'une « profonde psychologie » et d'une « haute et saine philosophie » par des titres conservateurs.
En février 1941, il accède à la fonction de rédacteur en chef de L'Atlantique, un hebdomadaire collaborationniste destiné à l'ensemble de la région du Centre-Ouest (les deux Charentes, la Vendée et le Poitou). Sa direction, remarquée, de ce journal le fait apparaître à la Libération sur des listes d'épuration des écrivains.
Attaché à sa « petite patrie », après la Seconde Guerre mondiale, il devient en 1959 l'un des membres fondateurs de l'Académie de Saintonge. Il meurt à La Rochelle le 22 octobre 1959. Un hommage public lui est rendu après sa disparition en présence, notamment, de Joseph Bollery. Son importance littéraire a été récemment réévaluée par Éric Dussert. Celui-ci nota qu'entre 1932 et 1934, Hector Talvart fut « le rédacteur et seul maître à bord d'une publication délicieuse et roborative intitulée Dits et contre-dits d'un homme d'aujourd'hui » le plaçant dans la lignée de Remy de Gourmont.

## Publications

### Publications personnelles
- Conjectures. Essais & propos, Paris, Huart, 1922, 215 p.
- Nouvelles conjectures. Remarques et propos, Paris, Éditions du Siècle, 1923, 223 p.
- Réflexions morales sur la mode, l’amour et l’épiderme des femmes, Paris, Goulet, 1926, 112 p.
- Billets à Corentine sur diverses manières de jouir et de souffrir, Paris, H. Goulet, 1927, non paginé.
- Veuillot, Maurras et les éternels libéraux, La Rochelle, Rupella-Charles Millon, 1927, 77 p.
- Louis Veuillot et la Monarchie, La Rochelle, Rupella-Charles Millon, 1927, 214 p.
- Maurras religieux et suscitateur de foi. Conférence prononcée à Bayonne à l’Institut d’Action française, le vendredi 11 juillet 1930, La Rochelle, Rupella, 1930, 115 p.
- La Vendée de Clemenceau, La Rochelle, éd. d’art R. Bergevin, 1931, 76 p.
- La Femme, cette inconnue. Essais sur l’amour et la sexualité, Bordeaux, Delmas, 1938, 243 p.
- L’âme du Pays d’Ouest, La Rochelle, À la Rose des vents, 1943, 141 p., illustrations de Louis Suire.

### Préfaces et postfaces à d'autres auteurs
- Bloy Léon, Lettres à René Martineau, Paris, Éditions de la Madeleine, 1933, 333 p.
- Hélie de Brémond d'Ars-Migré, La Forme et les idées. Comparaison esquissée entre les XVIIe et XVIIIe siècles, Paris, Éditions littéraires de France, 1946, 55 p.
- Connoué Charles, Les Églises de Saintonge, Saintes, Impr. R. Delavaud, 1952.
- Hippeau Octave, Au hasard des routes entre Loire et Pyrénées. Saint-Maixent, La Rochelle, Bergevin, 1926, 23 p.
- Mériot Henry, Les Belles Légendes de Saintonge, Rochefort, A. Thoyon-Thèze, 1936, 194 p.
- Mériot Henry, Dernières lueurs. Poèmes, Paris, Les Éditions provinciales/Librairie du Phare, 1938, 160 p.